# Музей естественной истории Оксфордского университета
Музей естественной истории Оксфордского университета (англ. Oxford University Museum of Natural History, сокр. OUMNH) — музей Оксфордского университета, содержит большое количество экспонатов по естествознанию, расположен на Паркс-роуд в Оксфорде, Англия. Имеется лекционный зал, который используется университетскими факультетами химии, зоологии и математики.
Также музей обеспечивает единственный публичный доступ в прилегающий музей Питт-Риверса.

## История
Почётная школа естественных наук при университете была основана в 1850 году, но помещения для обучения были разбросаны по всему Оксфорду в различных колледжах. Аналогичным образом по городу была разбросана университетская коллекция анатомических и естественнонаучных образцов. Строительство музея с целью объединения всех аспектов науки вокруг центральной выставочной площадки инициировал региональный профессор медицины сэр Генри Акланд в 1855 году.
Большая часть коллекции музея состоит из экспонатов естественной истории Эшмолеанского музея, взятых из коллекций первого публичного музея в Англии — Musaeum Tradescantianum Джона Традесканта (отца и сына), Уильяма Берчелла и геолога Уильяма Бакленда. Кроме того, музей колледжа Крайст-черч пожертвовал свои остеологические и физиологические экспонаты, большинство из которых было собрано Г. Акландом.

## Здание

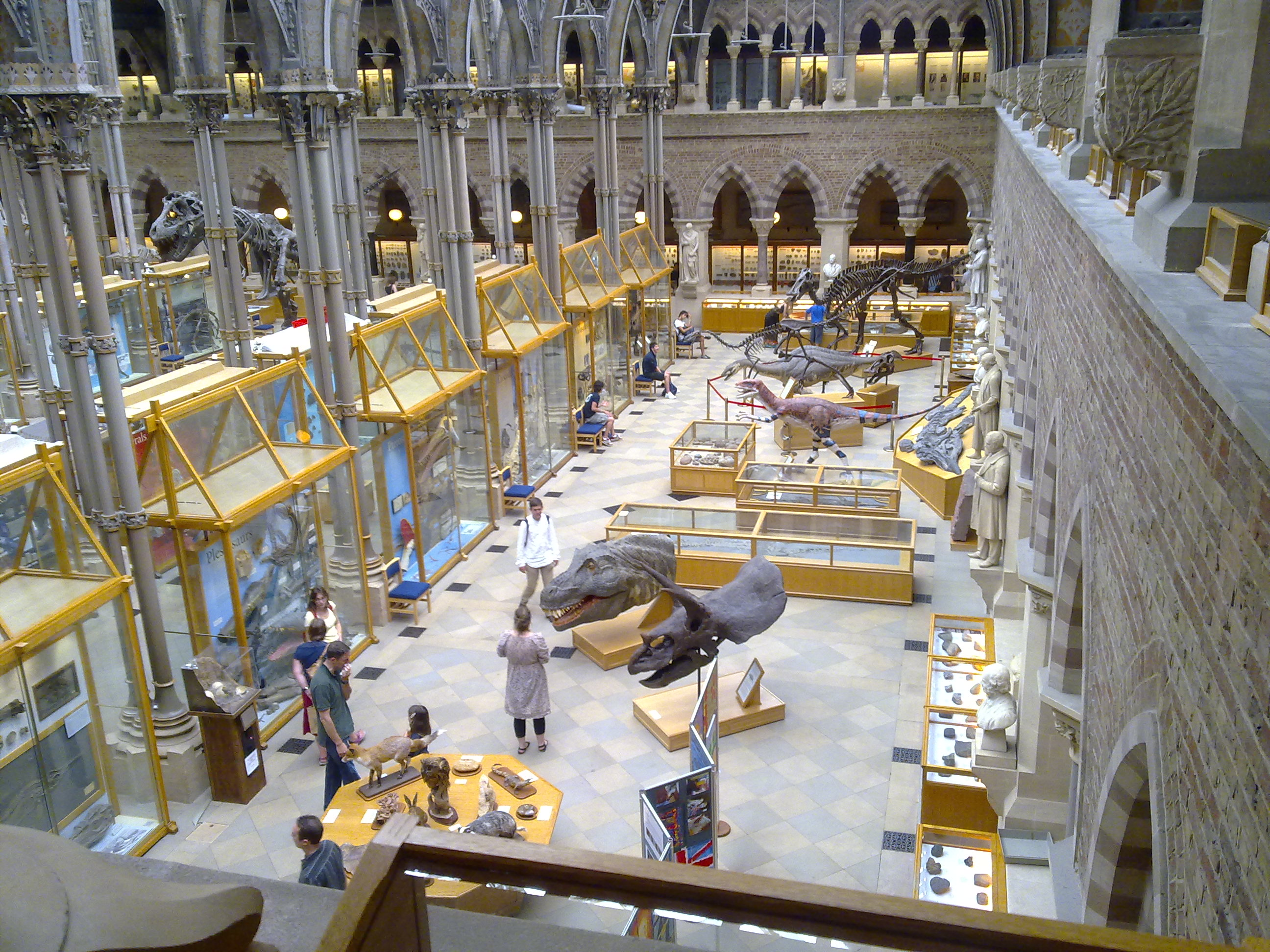
Динозавры, представленные в экспозиции музея

Неоготическое здание было спроектировано ирландскими архитекторами сэром Томасом Ньюэнхэмом Дином и Бенджамином Вудвордом. Строительство началось в 1855 году и завершилось к 1860 году. Прилегающее здание, в котором находится музей Питт-Риверса, было возведено в 1885—1886 годах по проекту Томаса Ньюэнхэма Дина, сына Томаса Ньюэнхэма Дина.
На первом этаже были установлены статуи выдающихся учёных, таких как Аристотель, Евклид, Роджер Бэкон, Чарльз Дарвин и Карл Линней.

## Коллекции
Представленные в музее коллекции разделены на три раздела:
- Коллекции Земли, охватывающие палеонтологические коллекции и коллекции минералов и горных пород
- Коллекции Жизни, которые включают зоологические и энтомологические коллекции
- Коллекции архивов.